# Биро, Шандор
Ша́ндор Би́ро (венг. Bíró Sándor), при рождении Шандор Бир (венг. Bier Sándor; 19 августа 1911, Физесабонь — 7 октября 1988) — венгерский футболист и футбольный тренер, игравший на позиции защитника; серебряный призёр чемпионата мира 1938 года. Футболист года в Венгрии (1940).

## Карьера игрока
За свою карьеру выступал за следующие клубы: III округ Будапешта, МТК (ранее — «Хунгария»), «Элёрё» (ранее — БСКРТ) и «Уйпешт». Дважды становился чемпионом Венгрии в составе «Унгарии». В 1940 году получил приз лучшего футболиста года в стране. Карьеру завершил в 1949 году. Провёл более 450 игр в чемпионате Венгрии.
За сборную с 1932 по 1946 годы сыграл 54 матча, из них четыре на чемпионате мира 1938 года (стал серебряным призёром). Числился в заявке на чемпионат мира 1934 года, но на поле не выходил. Первую игру провёл 30 октября 1932 против Германии (победа 2:1), последнюю 6 октября 1946 против Австрии (победа 2:0).

## Карьера тренера
В 1947 году стал тренером команды VIII округа Будапешта, в 1961 году возглавил команду «Механикал Лабор», став тренером второго состава.

## Достижения

### Клубные
- Чемпионат Венгрии
  - Чемпион: 1935/1936, 1936/1937
  - Серебряный призёр: 1937/1938, 1938/1939
  - Бронзовый призёр: 1939/1940
- Кубок Венгрии:
  - Победитель: 1930/1931

### В сборной
- Чемпионат мира:
  - Серебряный призёр: 1938

### Личные
- Футболист года в Венгрии: 1940